# Ящірка смугаста
Ящірка смугаста (Lacerta strigata) — представник роду Ящірок родини Справжні ящірки. Інша назва «Кавказька (каспійська) смарагдова ящірка».

## Опис
Досягає довжини до 25 см. У молодих ящірок колір шкіри коричнево-оливковий з 5 вузькими світлими смугами вздовж спини й боків. У дорослих забарвлення яскраво-зелене з численними чорними цяточками. Голова, горло, боки під час парування у самців стають блакитними.

## Поширення
Мешкає на Кавказі, у Південно-Східному Туркменістані, Північному Ірані, Іраку, Східній Туреччині.

## Спосіб життя
Полюбляють трав'янисті, степові, чагарникові місцевості, часто можна зустріти біля водоймищ. Це досить полохлива тварина, тому намагається при небезпеці швидко втекти, а при необхідності може залишити досить ламкий хвіст.
Це яйцекладні ящірки. Самиця відкладає 5—9 яєць. За сезон буває 2 кладки. Зазвичай молодь, довжиною 7—8 см, з'являється в серпні.
Живляться комахами, безхребетними.